# Liu Xia (Judoka)
Liu Xia (chinesisch 刘霞; * 6. Januar 1979 in Qingdao) ist eine ehemalige chinesische Judoka, die 2004 eine olympische Silbermedaille gewann.
Liu Xia war 1997 bereits bei Weltcups am Start, brauchte danach aber einige Jahre bis zum internationalen Durchbruch. Bei den Studentenweltmeisterschaften 2002 belegte sie den zweiten Platz im Schwergewicht und gewann in der offenen Klasse. 2003 gewann sie im Schwergewicht bei der Universiade in Jeju. 2004 wechselte die 1,78 m große Liu Xia ins Halbschwergewicht, die Gewichtsklasse bis 78 Kilogramm. Bei den Asienmeisterschaften gewann sie die Silbermedaille hinter der Japanerin Sae Nakazawa. Drei Monate nach den Asienmeisterschaften fanden in Athen die Olympischen Spiele statt. Liu Xia gewann ihre ersten vier Kämpfe, im Halbfinale besiegte sie die Ukrainerin Anastassija Matrossowa. Im Finale unterlag sie nach 4:38 Minuten der Japanerin Noriko Anno. 
Nach einer Pause 2005 kehrte Liu Xia 2006 zurück und gewann mit dem chinesischen Team die Bronzemedaille bei den Mannschaftsweltmeisterschaften, 2007 siegten die Chinesinnen. Ebenfalls 2007 gewann Liu Xia bei den Asienmeisterschaften durch einen Finalsieg über die Mongolin Lkhamdegd Purevjargal. 2008 gehörte Liu Xia noch einmal zum Team, das Bronze bei den Mannschaftsweltmeisterschaften gewann.